# Ledger art
Ledger art (”hovedbogs-kunst”) er den amerikanske betegnelse for selvbiografiske tegninger udført af indfødte amerikanere på de indbundne sider i regnskabsbøger. Betegnelsen dækker også mere bredt dokumentarisk kunst skabt af indianere på både løst papir og stof fra ca. 1830erne:298  og til 1936.:525  Ledger art ses som en parallel til en indfødt tradition med at gengive personlige oplevelser på f.eks. løse skind og tipidækker:38  og fremstille klippekunst.:221 
Ledger art regnes ikke specielt for en kunstart. Tegningerne ses som konkrete illustrationer af aspekter af livet som aktivt medlem af en indianerstamme i 1800-tallet – bisonjagt, krig, dans - udført af folk, der ellers sjældent efterlod sig dokumentarisk materiale for eftertiden at studere.:217 
De visuelle selvbiografier kan bestå af blot nogle få tegninger, mens andre indfødte amerikanere illustrerede højdepunkterne i deres liv med mere end 20 farvelagte billeder.:218 
Der findes tusindevis af eksempler på ledger art i amerikanske og europæiske museer,:1  ligesom ledger art er udgivet på tryk. Offentliggjorte tegninger ledsages ofte af en forklarende tekst givet af kunstneren selv til en litterær person,:230  idet tegningerne alene sjældent lader forstå, hvor og hvornår den skildrede hændelse fandt sted og intet fortæller om baggrunden for den.:222  Visse billedtekster tilføjet ledger art uden accept fra kunstneren rummer fejlfortolkninger af dele af det tegnede:32  og er måske forkerte på vigtige punkter.:521 
Noget ledger art er bevidst forvansket af hvide samlere for at gøre den mere interessant for et bredt publikum.

## Ledger art – skabt af hvem?
I Nordamerika er ledger art kendt fra især præriestammerne. Fra 1834 og frem til midten af 1800-tallet sikrede forskellige besøgende, jesuit missionærer og andre interesserede hvide sig ledger art udført af mænd fra i hvert fald blackfoot -, comanche -, gros ventre -, hidatsa –, mandan – , ute -:30  og assiniboine stammen.:Plate 76  De næste årtier gav navnlig en række cheyenner:Efter 140  og lakotaer:Plate 64  sig af med ledger art, og det samme gjorde arapahoer, arikaraer og kiowaer.:30  Crowerne er også repræsenteret,:  bl.a. ved den produktive White Swan, der spejdede for Custer i 1876.:31 
Vest for Rocky Mountains har f.eks. flathead krigeren Ambrose (Five Crows) bidraget med tegninger af sine kampe med blackfoot krigere i 1840erne.:74  Nez percés genskabte scener af deres liv med ledger art årtiet senere.:30 

## Hvorfor skabe ledger art?
Ledger art blev skabt enten af fri vilje til kunstnerens personlige brug:xx  eller på opfordring fra interesserede hvide og måske mod betaling.:299 
Tegninger udført af lyst eller trang fokuserer på kunstnerens egne, fysisk krævende aktiviteter fra livet på prærien som jagt og specielt krig før oprettelsen af reservater. Denne type billeder betegnes af nogle som ”krigs ledger art”.:218  Mandlige prærieindianere målte sig selv og andre på deres krigerbedrifter,:6  og med bl.a. ledger art fastholdt en kriger nogle af de mest afgørende og statusgivende øjeblikke i sit liv.:218  Mere sjældent skildrer tegningerne kunstnerens selvtortur under en visionssøgning,:209  eller de gengiver vigtige forandringer i hans privatliv, som f.eks. indgåelse af et ægteskab.:229 
Tegninger af en type benævnt ”souvenir ledger art” blev f.eks. masseproduceret til hvide købere af kiowaer holdt fanget i Fort Marion, Florida, fra 1875 til 1878.:218  Billederne illustrerer mere bredt livet på prærien og indeholder foruden jagtscener:255  også tegninger af f.eks. møder i lejren, ceremonier og igangværende byttehandler.:301  En bog med tegninger gjort af kiowaerne i Fort Marion kostede almindeligvis en besøgende to dollars.:313  Souvenir ledger art blev også frembragt af indfødte amerikanere med henblik på at bruge tegningerne som bytteobjekter under byttehandler i en handelsstation.:1 

## Materialerne
Ledger art er typisk udført på de indbundne, nummererede og linjerede sider i en regnskabsbog eller lignende, eventuelt også på sider med skrevet tekst. Bogen kunne enten være købt, givet til kunstneren eller erobret fra de hvide.:xix  Tegningerne kom ned på papiret med brug af enten blyanter, farveblyanter, vandfarve eller andre tegnematerialer og også ved at kombinere brugen af dem.:xx 

## Kendetegn ved ledger art
Ledger art var en individuel kunstform, men flere tegninger ligner endda hinanden på bestemte punkter; især hvis kunstnerne tilhørte f.eks. det samme krigerselskab. Alle figurer på en side er gerne tegnet med et tydeligt omrids. Ansigter er typisk gengivet i profil og med kun få eller ingen ansigtstræk.:221  Kunstnerne gik ikke op i hverken perspektiv eller indbyrdes korrekte proportioner på f.eks. hænder og hoved.:298  Tegninger af typen krigs ledger art er gerne fri for et landskab, og meget papir står blankt tilbage på et ark med en færdiggjort tegning. Ofte, men ikke altid, er kun personer direkte involveret i den skildrede begivenhed vist.:176 
Elementer af særlig betydning er detaljeret gengivet: Et personligt skjold, en båret fjerprydelse, individuel krigsmaling, en bestemt klædedragt, sprøjtende blod fra et sår, brændemærket på en erobret hest, et etnisk særpræg at identificere en person på (som skalp-lokken på en pawnee) og lignende. Kampscener skildres typisk med en angriber (som regel kunstneren selv), der kommer ind i billedet fra højre af og konfronterer en fjende tegnet på papirets venstre del.:176 
Ledger art er speciel ved at kunne skildre et handlingsforløb på en enkelt tegning. En kriger, der f.eks. talte coup på fire fjender i løbet af den samme kamp, illustrerede ikke nødvendigvis sine bedrifter på fire separate ark, men gengav dem i den samme tegning.:49  Tegninger af hovaftryk i forlængelse af hinanden viser f.eks. en rytters eller en hestefloks rute fra ét sted til et andet omkring tidspunktet for den skildrede hovedbegivenhed.
Med tiden begyndte flere kunstnere at identificere sig selv på deres tegninger. Ved hjælp af et billedtegn for sit navn tæt på en tegnet figur markerede kunstneren, hvem af personerne på billedet, der forestiller ham selv.:322  Fangerne i Fort Marion brugte det dog sjældent.:300 

## Berømt ledger art
På papir fra Karl Bodmer malede bl.a. mandan høvding Four Bears noget af det tidligste ledger art i 1834. :450 
Lakota høvding Sitting Bull færdiggjorde flere bevarede sæt tegninger af alle sine kampe med fjenderne i nabostammerne til interesserede hvide. Han så ingen grund til at komme ind på sine sammenstød med amerikanske soldater.:235 
Inspireret af hvide kunstnere tegnede både Four Bears og især Sitting Bull ledger art i en mere naturalistisk stil end så mange andre.:35 
Oglala lakotaen Amos Bad Heart Bull lavede en billed-historiebog om de vigtigste begivenheder i sit folks historie allerførst i 1900-tallet. Med sine mere end 400 illustrationer, bl.a. af drabet på Crazy Horse,:197  menes bogen at være den mest voluminøse ledger art skabt af en enkeltperson.:31 